# 榮站 (愛知縣)
榮站（日语：／ Sakae eki */?）是位於愛知縣名古屋市中區，屬於名古屋市營地下鐵的車站。本站為東山線與名城線的轉乘站。

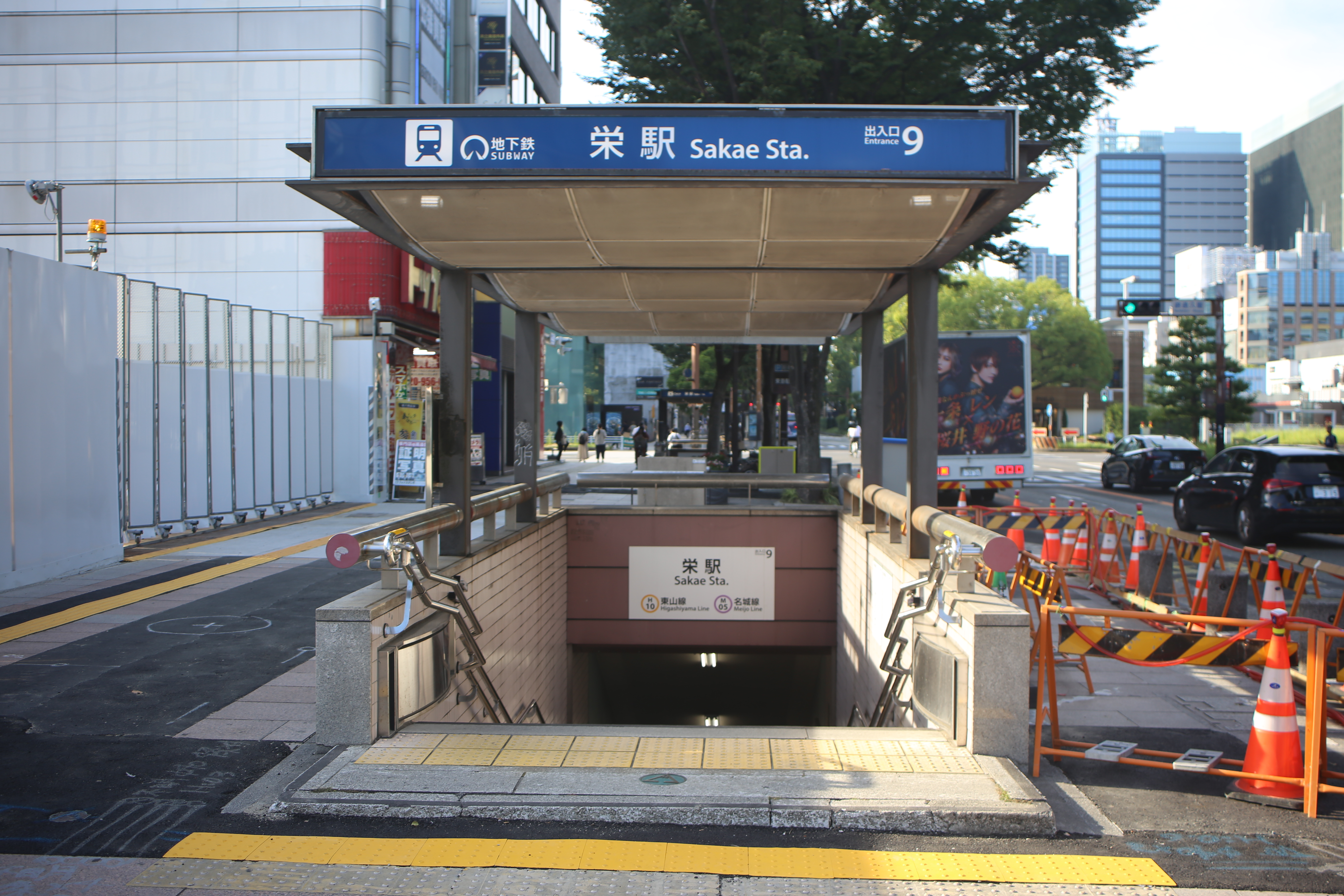
9號出入口（2022年6月）

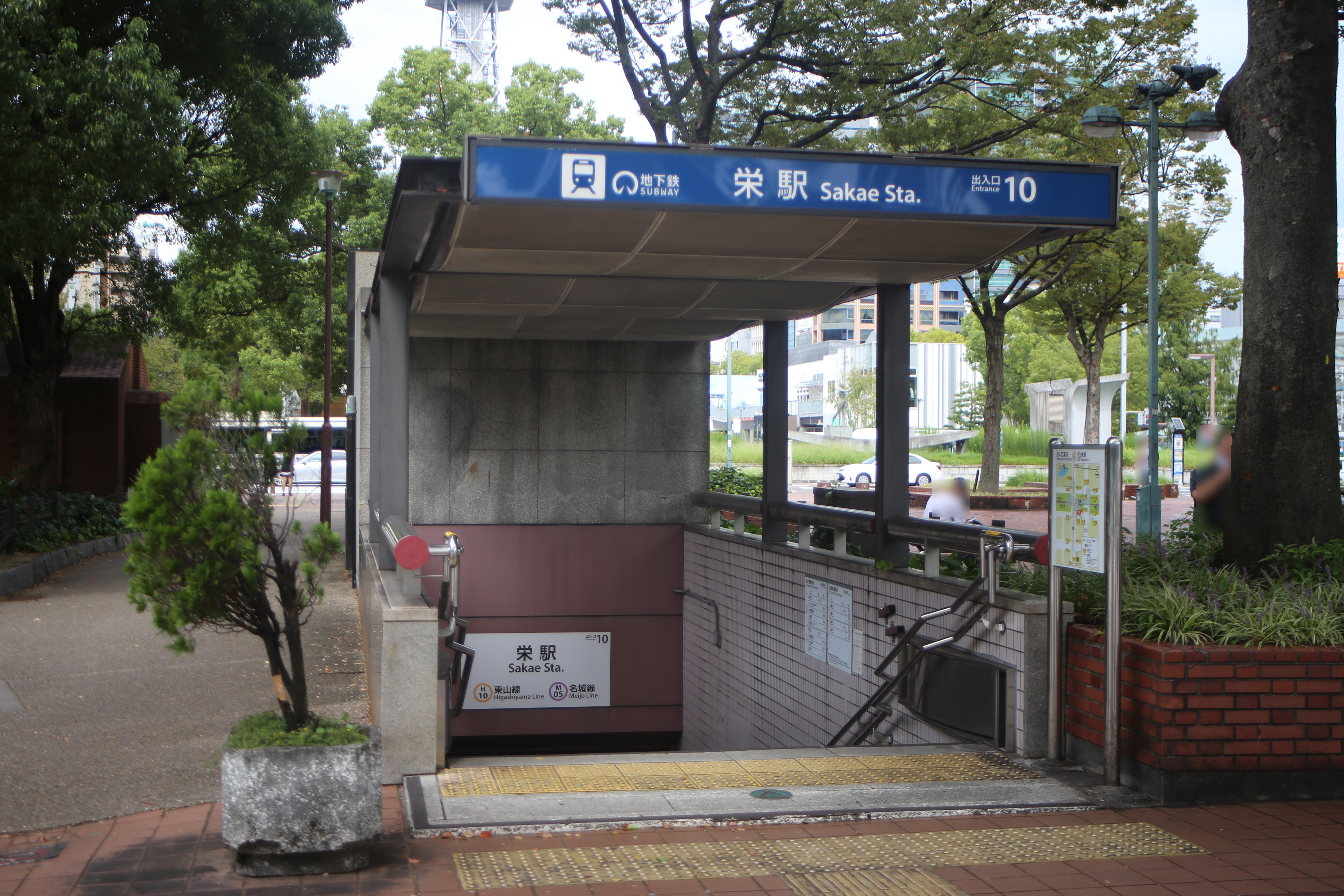
10號出入口（2021年9月）

## 可利用之鐵道路線
- 名古屋市營地下鐵
  - 東山線 - 車站編號為H10。
  - 名城線 - 車站編號為M05。

## 車站構造

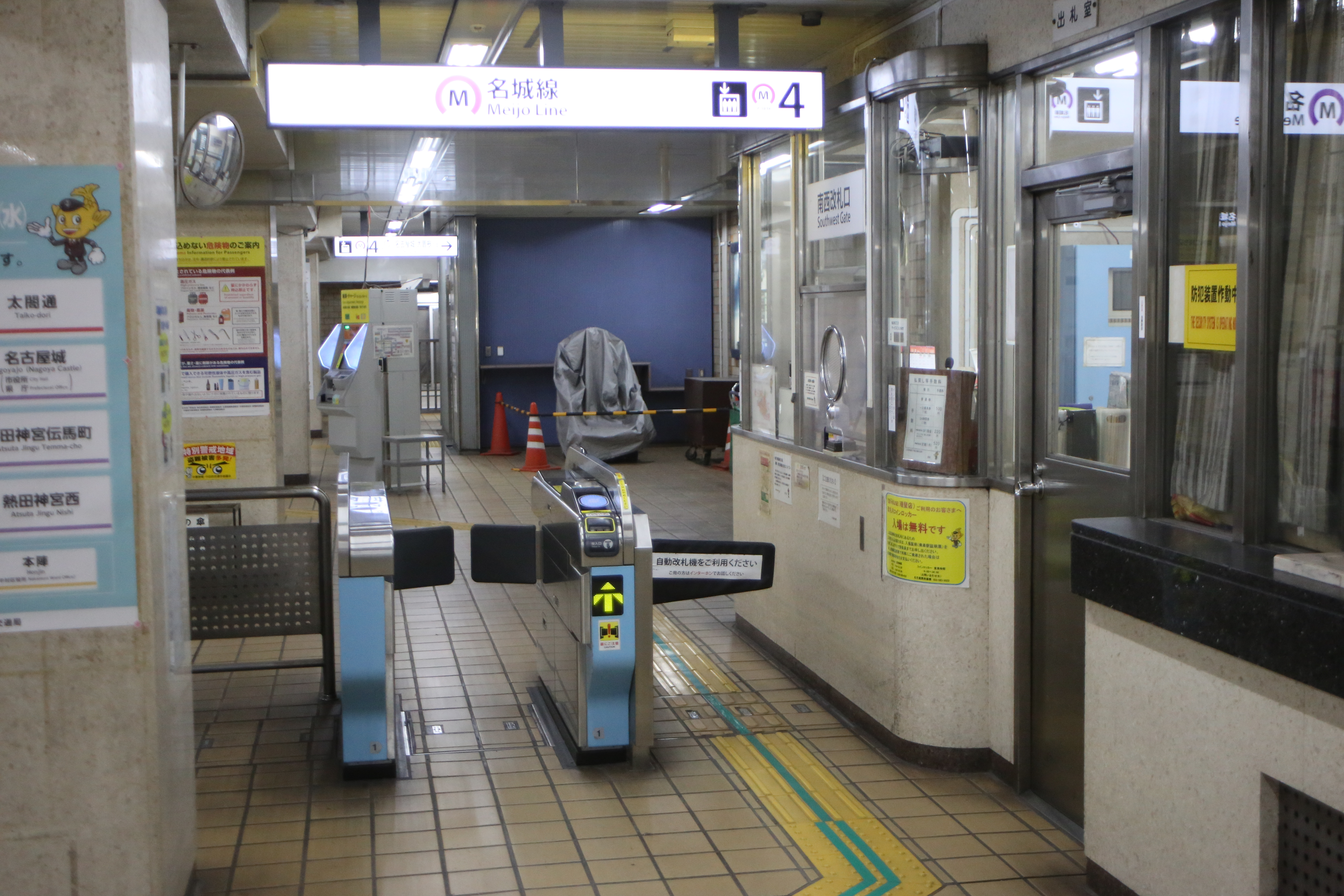
西南驗票閘口（2023年2月）

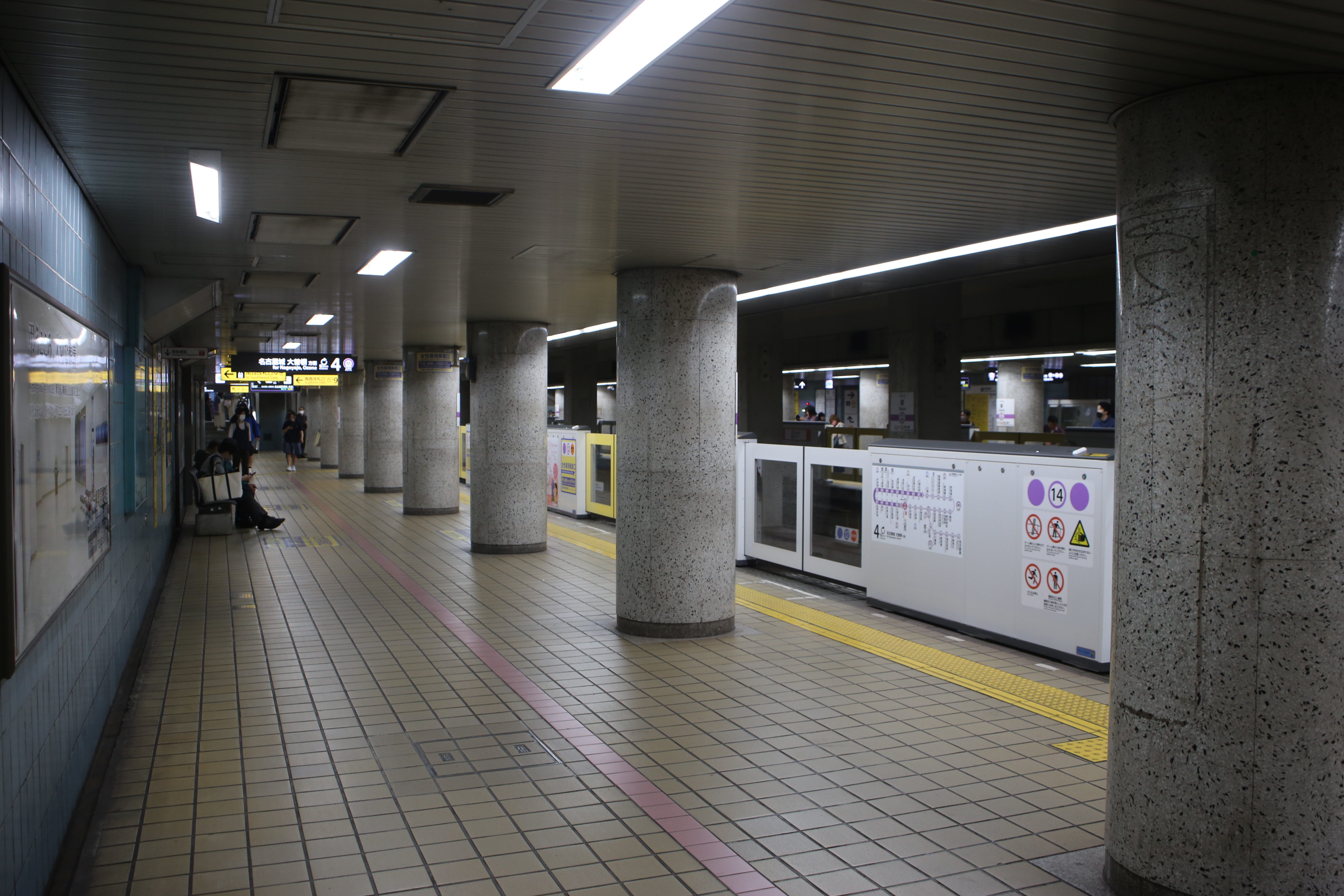
月台（2023年4月）

東山線為1面2線之島式月台，名城線為2面2線側式月台的地下車站。

### 月台配置
| 月台 | 路線           | 方向 | 目的地                     |
| ---- | -------------- | ---- | -------------------------- |
| 1    | 東山線         | -    | 東山公園、藤丘方向         |
| 2    | 東山線         | -    | 名古屋、高畑方向           |
| 3    | 名城線、名港線 | 左環 | 上前津、金山、名古屋港方向 |
| 4    | 名城線         | 右環 | 市役所、平安通、大曾根方向 |

## 利用狀況
| 年度               | 東山線上車人次（人/日） | 名城線上車人次（人/日） | 上車人次合計（人/日） |
| ------------------ | ----------------------- | ----------------------- | --------------------- |
| 2004年（平成16年） | 72,443                  | 34,750                  | 107,193               |
| 2005年（平成17年） | 74,720                  | 34,914                  | 109,634               |
| 2006年（平成18年） | 73,729                  | 34,704                  | 108,433               |
| 2007年（平成19年） | 72,658                  | 33,715                  | 106,373               |
| 2008年（平成20年） | 72,263                  | 33,039                  | 105,302               |
| 2009年（平成21年） | 69,462                  | 31,995                  | 101,456               |
| 2010年（平成22年） | 68,291                  | 30,682                  | 98,973                |
| 2011年（平成23年） | 71,493                  | 33,646                  | 105,139               |
| 2012年（平成24年） | 73,848                  | 34,669                  | 108,517               |
| 2013年（平成25年） | 75,727                  | 35,684                  | 111,411               |
| 2014年（平成26年） | 75,474                  | 35,735                  | 111,209               |
| 2015年（平成27年） | 77,663                  | 36,874                  | 114,537               |
| 2016年（平成28年） | 77,763                  | 36,971                  | 114,734               |
| 2017年（平成29年） | 76,352                  | 36,452                  | 112,804               |
| 2018年（平成30年） | 74,717                  | 35,767                  | 110,484               |

## 車站周邊
榮周邊是名古屋市內最大的繁華街。並沿著久屋大通，由矢場町經榮車站到外堀通之間有一座大型之綠廊帶－「久屋大通公園」。
- 中區公所
- 中日大廈
  - 中日龍隊球團事務所
  - 中日劇場
- 松坂屋名古屋本店
- 名古屋榮三越
- 名古屋丸榮本店
- 久屋大通公園
  - 名古屋電視塔
  - 中央公園
- 愛知藝術文化中心
- NHK名古屋放送局
- 東海電視台、東海廣播電台總部
- 名古屋丸之內東急酒店
- 名古屋銀行總行

## 歷史
- 1957年（昭和32年）11月15日 - 以東山線榮町站之站名開始營運。
- 1965年（昭和40年）10月15日 - 名城線部分開通，本站開始營運並成為轉乘站。
- 1966年（昭和41年）6月1日 - 更名為榮站。

## 相鄰車站
名古屋市營地下鐵
 東山線
伏見（H09）－榮（H10）－新榮町（H11）
 名城線
矢場町（M04）－榮（M05）－久屋大通（M06）

## 外部連結
- 榮 - 名古屋市交通局

35°10′12″N 136°54′31″E / 35.170045°N 136.908530°E